# 트루엘
트루엘(Trooel)은 대한민국의 여성 패션 브랜드이다. 파슨스 디자인 스쿨 출신의 자매 디자이너인 유엘(Yooel) 및 트루(Troo)가 협력하여 2023년도에 출시한 브랜드로 과감한 디자인이 특징이다. 주요 라인업으로 컷아웃 맥시 드레스, 오픈 백 탑 & 팬티 미디 스커트, 오페이크 하이넥 케이프 탑 & 폴드오버 미디 스커트, 메시 하이넥 케이프탑 & 폴드오버 미니 스커트, 앞트임 브라탑 & 앞트임 부츠컷 바지 등이 있고, 현재 무신사에 입점되어 있다.

## 디자이너
- Troo Lee (트루)
- Yooel Lee (유엘)
- MJ